# ケラケラホーのうた
「ケラケラホーのうた」は、日本のシンガーソングライター・紘毅の楽曲および13枚目のシングル。2019年6月5日にエイベックス・ミュージック・クリエイティヴから発売された。

## 概要
テレビ東京系アニメ『妖怪ウォッチ!』のオープニングテーマ。
自然や生命のつながり、地球という「大きな家」を守ることの大切さをユーモラスかつ温かい視点で描いている。歌詞には「ケラケラホー」という呪文のようなフレーズが繰り返され、笑顔や仲間とのつながりを象徴している。

## 収録内容

### CD
1. ケラケラホーのうた (4:14)
作詞：高木貴司 / 作曲：紘毅 / 編曲：菊谷知樹
2. パズル (4:22)
作詞・作曲：紘毅 / 編曲：HINATAspring
3. ケラケラホーのうた（オリジナルカラオケ）
4. パズル（オリジナルカラオケ）

### DVD
1. ケラケラホーのうた Music Video